# 伊那スタジアム
伊那スタジアム（いなスタジアム）は、長野県伊那市の伊那公園内にある野球場。伊那市営野球場に隣接している。 かつては県の施設で、伊那市が指定管理者となったのち、2017年4月より伊那市に移管された。開設から2017年3月までの名称は長野県伊那運動公園野球場。
スコアボードはLED電光式で、バックスクリーンのライト側にある。
2024年4月1日～2030年3月31日の6年間で日本発条株式会社がネーミングライツを取得。「伊那ニッパツ野球場」と命名された。。

## 歴史
- 1967年7月10日 - 完成。以後、高校野球などアマチュア野球公式戦やソフトボール公式戦が行われている。
- 1991年 - 大規模なリニューアル工事を実施。
- 2005年4月1日 - 伊那市が指定管理者となる[4]。
- 2007年からはベースボールチャレンジリーグに所属する信濃グランセローズの公式戦も行われている。
- 2017年4月1日 - 長野県から伊那市に移管され、「伊那スタジアム」に改称。移管に際しては県が7億6千万円の工費と3年の工期をかけて大規模改修を実施した[2]。

## 施設概要
- 構造：鉄筋コンクリート造
- 内野：クレー舗装、外野：天然芝
- 両翼：98m、中堅：120m
- 照明設備：6基
- 収容人員：14,000人（内野：座席6,000人、外野：芝生8,000人）

## 交通
- 東海旅客鉄道飯田線伊那北駅徒歩15分
- 駐車場 市営野球場と兼用で約130台

## 近隣施設
- 伊那市営野球場
- 伊那市営センターテニスコート
- 伊那市営庭球場
- 伊那市営プール
- 伊那公園